# Капивара-Конфузойнс
Капивара-Конфузойнс, или Конфузойнс-Капивара (порт. Corredor Ecológico Capivara-Confusões) — экологический коридор в Бразилии, в штате Пиауи, связывающий два национальных парка — Серра-дас-Конфузойнс и Серра-да-Капивара.
Занимает площадь 4210 км² (412 000 га), располагаясь на территории муниципалитетов Сан-Раймунду-Нонату, Канту-ду-Бурити, Тамборил-ду-Пиауи, Брежу-ду-Пиауи, Сан-Брас-ду-Пиауи, Анизиу-ди-Абреу, Журема, Каракол и Гуарибас.
Управление экологическим коридором осуществляет Бразильский институт окружающей среды и возобновляемых природных ресурсов, в сотрудничестве с представителями федеральных, региональных и муниципальных органов власти и различных неправительственных организаций. Национальный институт колонизации и аграрной реформы заявил, что будет поддерживать 30% от площади каждого поселения в коридоре в качестве заповедной территории в соответствии с планом устойчивого управления окружающей средой.
Экологический коридор Капивара-Конфузойнс создан 11 марта 2005 года указом министра окружающей среды Марины Силвы, став первой в своём роде природоохранной территорией. Цель создания — восстановление и сохранение окружающей среды, содействие распространению растений и животных, а также поощрение социально-экономического развития.